# Partizanskoje (Żydowski Obwód Autonomiczny)
Partizanskoje (ros. Партизанское) – wieś w Rosji, w Żydowskim Obwodzie Autonomicznym, w rejonie smidowickim. W 2010 liczyła 1067 mieszkańców.